# Teodor Burada
Teodor T. Burada (n. 3 octombrie 1839, Iași, Moldova – d. 17 februarie 1923, Iași, România) a fost un folclorist, etnograf și muzicolog român, membru corespondent al Academiei Române.

## Biografie

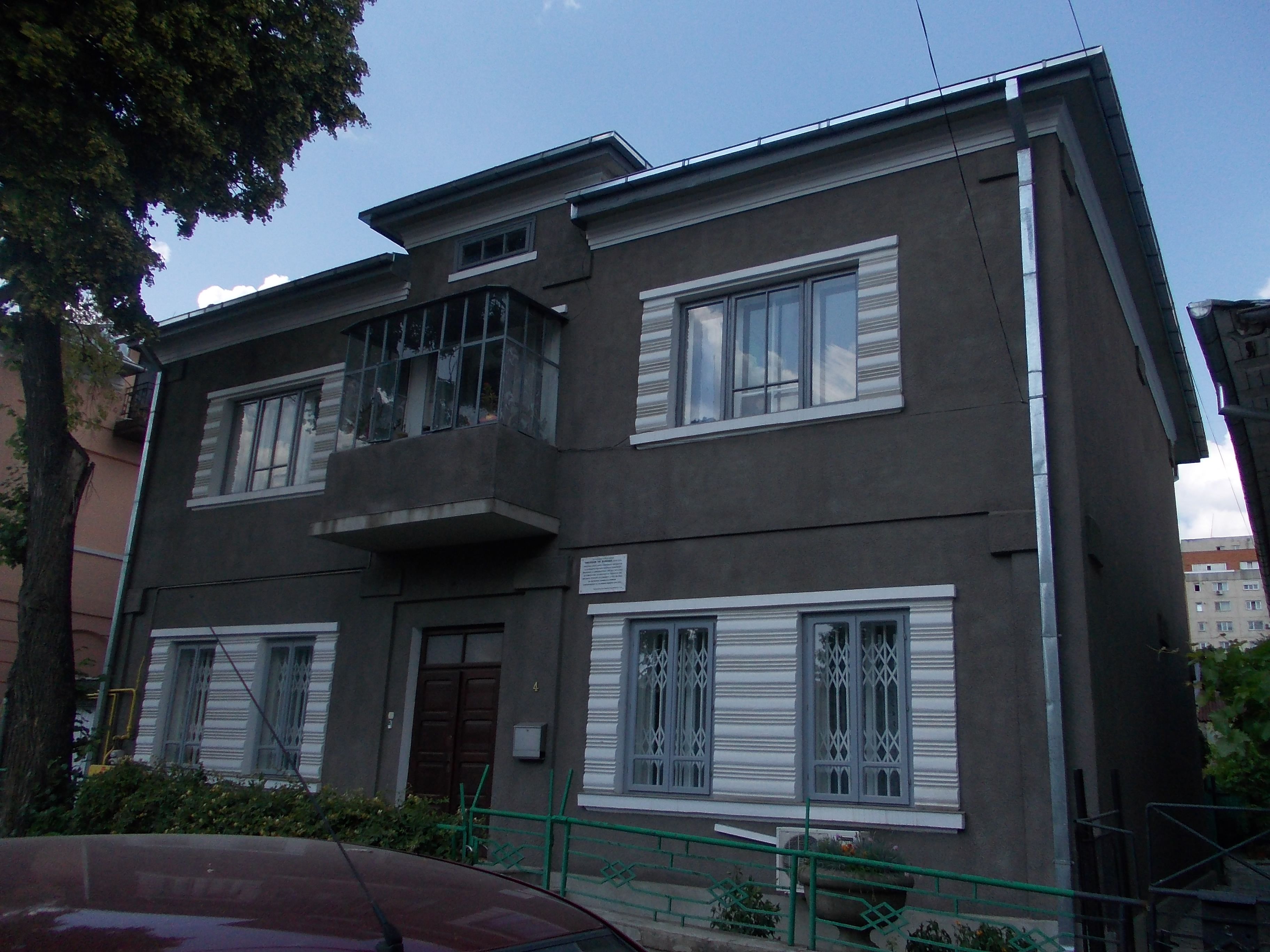
Casa din Iași a lui Teodor T. Burada

Teodor T. Burada s-a născut în anul 1839 la Iași. A fost fiul lui Teodor R. Burada (1800-1866), mare vornic în Moldova, primul profesor român de pian și chitară și al Mariei I. Burada (n. Isăchescu; 1812-1885), prima femeie traducătoare de teatru în limba română. Bunicul dinspre tată, Radu Burada a fost preot în zona Măgurei.
Primele clase le-a urmat în casa părinților; printre primii săi profesori fiind V.A. Urechia și Grigore Cobălcescu, autorul primei monografii paleontologice românești. A urmat cursuri la Academia Mihăileană și la Facultatea de Drept (1860-1861) a Universității din Iași, apoi, pleacă la Paris unde urmează în continuare Dreptul și Conservatorul din Paris (1861-1865).
În țară, ocupă funcții în magistratură la Roman (1866), Iași (1867), Galați (1868, aici fiind președinte de tribunal) și Focșani. În 1877 devine profesor la Conservatorul din Iași. Primele cercetări au fost muzicale și folclorice. 
În anul 1884, el a descoperit fragmente de ceramică și figurine de teracotă în apropierea satului Cucuteni din județul Iași, fapt care a dus la descoperirea culturii Cucuteni, o cultură neolitică importantă a Europei între 5000 Î.Hr. și 2750 Î.Hr.
S-a stins din viață la Iași în 1923, fiind înmormântat la Cimitirul „Eternitatea”.

## Lucrări (selecție)
- Bocetele populare la români, 1879
- Bocetele din Bucovina, 1879
- Bocete populare, Moldova-Dobrogea, 1879
- Datinile poporului român la înmormântări, 1882
- Cântece de miriologhi «bocete» adunate din Macedonia, 1883
- Datinile la nunți ale populului armânescu dintru Macedonia, 1889
- Obiceiuri, la nașterea copiilor poporului din Macedonia, 1892
- Pomul Crăciunului, 1898
- Datini la poporul român Colinda cu buhaiul, 1898
- Priveghiul la morți, 1901
- Conăcăria și iertăciunea la nunțile românilor din Basarabia, 1915
- Istoria teatrului în Moldova, 1915, 1922